# بخش زلینکوفسکی
بخش زلینکوفسکی (به لاتین: Zlynkovsky District) یک منطقهٔ مسکونی در روسیه است که در استان بریانسک واقع شده‌است.